# Tachypeza fennica
Tachypeza fennica is een vliegensoort uit de familie van de Hybotidae. De wetenschappelijke naam van de soort is voor het eerst geldig gepubliceerd in 1932 door Tuomikoski.